# José María Barrios Tejero
José María Barrios Tejero, né le 22 avril 1962, est un homme politique espagnol membre du Parti populaire (PP).

## Biographie

### Vie privée
Il est marié et père de deux enfants.

### Profession
Il possède un diplôme en relations du travail et ressources humaines ainsi qu'un master en direction de personnel et ressources humaines.

### Activités politiques
Il est vice-président de la députation provinciale de Zamora de 1999 à 2016 et de 1999 à 2023. Il est ensuite porte-parole du groupe populaire provincial à compter de 2019. Il est adjoint au maire de Morales del Vino de 1995 à 2002 puis de 2019 à 2023, ainsi que maire de la commune de 2002 à 2015.
Le 20 décembre 2015, il est élu député pour Zamora au Congrès des députés et réélu en 2016. Élu au Sénat en novembre 2019, il officie également comme premier vice-président de la députation de Zamora entre 2019 et 2023.